# دان بيغار
دان بيغار (بالإنجليزية: Dan Biggar)‏ هو لاعب اتحاد الرغبي بريطاني، ولد في 16 أكتوبر 1989 في سوانزي في المملكة المتحدة.

## وصلات خارجية
- دان بيغار على موقع دوري الرغبي الممتاز (الإنجليزية)
- دان بيغار عل موقع إسبنسكروم (الإنجليزية)
- دان بيغار على موقع ItsRugby.co.uk (الإنجليزية)